# Bêta-galactosidase
La β-galactosidase, généralement abrégée en bêta-gal ou β-gal, est une hydrolase dont le rôle est d'hydrolyser des β-galactosides en oses simples. Ses substrats de prédilection peuvent être le ganglioside GM1, les lactosylcéramides, le lactose, ainsi que plusieurs glycoprotéines. Il s'agit d'un homotétramère constitué de quatre sous-unités semblables, de 116 kDa chacune.
Elle intervient dans le métabolisme du galactose et des sphingolipides, ainsi que dans la biosynthèse de glycosphingolipides.
Son absence (ou faible présence) dans l'intestin est la principale cause de l'incapacité à digérer le lactose chez l'homme : on parle d'intolérance au lactose. Génétiquement, une déficience au niveau du gène GLB1 provoque la mucopolysaccharidose de type IV (MPS4), la galactosialidose ou la gangliosidose GM1.

## Structure
La toute première β-galactosidase à avoir été séquencée est celle d'E. coli, en 1970. Elle est constituée de 1 024 résidus d'acides aminés. La protéine est formée de quatre chaînes et a une masse moléculaire de 464 kDa. Chaque unité comprend cinq domaines, le troisième possédant le site actif. Cette enzyme peut être séparée en deux peptides, LacZα and LacZΩ, aucune de ses unités ne pouvant être active par elle-même. Cette caractéristique est utilisée dans beaucoup de vecteurs de clonage pour terminer l'α-complémentation des chaînes spécifiques artificielles d’Escherichia coli, le peptide le plus court (LacZα) étant codé par le plasmide, alors que le peptide le plus long (LacZΩ) est codé en trans par le chromosome bactérien. Lorsque les fragments d'ADN sont insérés dans le vecteur et que la production de LacZα est interrompue, la cellule n'a plus aucune activité β-galactosidase. Il s'ensuit la présence de deux types de recombinants : ceux capables de dégrader le lactose et ceux ne le pouvant pas.
En 1995, Dimri et al. proposent une nouvelle isoforme de la β-galactosidase possédant un maximum d'activité à pH 6.0 qui ne s'exprimerait que lors de la sénescence (l'arrêt irréversible de la croissance des cellules). Un protocole de mesure spécifique est même développé,,. Aujourd'hui, on sait que cela correspond à une accumulation de β-galactosidase endogène lysosomale et son expression n'est pas utile à la sénescence. Malgré tout, cette enzyme reste un biomarqueur de prédilection pour la phase de sénescence des cellules à cause de sa facilité à être détectée.

## Mécanisme d'action
Le site actif de la β-galactosidase catalyse l'hydrolyse de son substrat par des liaisons à la fois "en surface" et "en profondeur". Des ions K+ ainsi que des ions Mg++ sont nécessaires pour obtenir une action optimale de l'enzyme. L'attache covalente au substrat se fait par le groupe carboxyle terminal de la chaîne latérale d'un acide glutamique.
Chez E. coli, on pensait que c'était l'acide aminé Glu461 qui intervenait dans cette réaction de substitution. On sait aujourd'hui que cet acide aminé est en réalité un catalyseur acide et que c'est plutôt Glu537 qui est l'intermédiaire covalent.
Chez l'être humain, le pôle nucléophile de l'hydrolyse est Glu268.

## Béta-galactosidase associée à la sénescence
La bêta-galactosidase associée à la sénescence,,(SA-β-gal ou Senescence-Associated β-galactosidase) est une enzyme de type hydrolase qui catalyse l'hydrolyse des β-galactosides en monosaccharides uniquement dans les cellules sénescentes. La bêta-galactosidase associée à la sénescence, avec la p16 Ink4A , est considérée comme un biomarqueur de la sénescence cellulaire . 
Son existence a été proposée en 1995 à la suite de l'observation que lorsque des dosages de bêta-galactosidase ont été réalisés à pH 6, seules les cellules en état de sénescence développent une coloration. Il a été proposé un test cytochimique basé sur la production d'un précipité teint en bleu qui résulte du clivage du substrat chromogène X-Gal , qui se colore en bleu lorsqu'il est clivé par la galactosidase. Depuis lors, des dosages quantitatifs encore plus spécifiques ont été développés pour sa détection à pH 6,0. 
Aujourd'hui, ce phénomène s'explique par la surexpression et l'accumulation de la bêta-galactosidase lysosomale  endogène spécifiquement dans les cellules sénescentes.  Son expression n'est pas requise pour la sénescence.  Cependant, il reste le biomarqueur le plus largement utilisé pour les cellules sénescentes et vieillissantes, car il est facile à détecter et fiable à la fois in situ et in vitro .

## Application en bactériologie
Cette enzyme est recherchée dans les galeries d'identification bactériennes : en l'absence de dégradation du lactose, on s'interroge sur la présence de cette enzyme, et sur la présence d'une porine, une protéine membranaire de transport des molécules.
L'isopropyl β-D-1-thiogalactopyranoside ou IPTG a la capacité de se lier et d'inhiber le répresseur lac, induisant ainsi la transcription du gène codant la β-galactosidase.
La β-galactosidase sert de témoin de transformation sur boîte de Petri pour des cellules bactériennes qui ont intégré un plasmide contenant le gène Lac Z codant la β-galactosidase.  
En faisant pousser les cellules sur un milieu contenant du X-gal (substrat incolore) on peut sélectionner les bactéries ayant intégré le plasmide contenant Lac Z. En effet celles qui ont intégré Lac Z codent la β-galactosidase qui va cliver le X-gal, le X-gal clivé va prendre une coloration bleue. Les bactéries n'ayant pas intégré Lac-Z n'exprimeront pas la β-galactosidase et resterons blanches car le X-gal n'est pas clivé. 